# Pantographa
Pantographa is een geslacht van vlinders van de familie van de grasmotten (Crambidae), uit de onderfamilie van de Spilomelinae. De wetenschappelijke naam voor dit geslacht is voor het eerst gepubliceerd in 1863 door Julius Lederer. De beschrijving van dit geslacht was gebaseerd op de destijds bestaande soort Pionea scripturalis Guenée, 1854 uit Brazilië. Lederer was van mening dat deze soort niet tot het geslacht Pionea behoorde, maar tot een op dat moment nog onbekend geslacht. Hij beschreef daarom dit geslacht op basis van de kenmerken van Pionea scripturalis. Zodoende wordt deze soort als de typesoort van dit geslacht beschouwd.

## Soorten
- P. acoetesalis (Walker, 1859)
- P. confusalis (Becker, 2023)
- P. expansalis (Lederer, 1863)
- P. fraternalis (Becker, 2023)
- P. idmonalis Druce, 1895
- P. limata (Grote & Robinson, 1867)
- P. scripturalis (Guenée, 1854)
- P. suffusalis Druce, 1895